# Крестьянская война в Китае (1628—1647)
Крестьянская война 1628—1647 годов — гражданская война в Китае, ставшая одной из основных причин падения империи Мин.

## Предыстория
Население империи Мин к началу XVII века увеличилось в 3-4 раза по сравнению с концом XVI века. Рост населения, массовое разорение крестьянства и стихийные бедствия резко обострили продовольственную проблему. Массовый голод вёл к людоедству, грабежам и разбоям. Мелкие спорадические волнения перерастали в локальные бунты, а те — в серьёзные массовые восстания. 

## Ход событий
В 1628 году в провинции Шэньси разрозненные полуразбойные ватаги стали создавать повстанческие отряды и избирать вождей. В следующем году правительство ликвидировало казённые почтовые станции, и оставшиеся без средств уволенные конные курьеры, являвшиеся прекрасными наездниками и отчаянными удальцами, пополнили лагерь повстанцев 
Поначалу властям удалось разгромить ряд повстанческих отрядов в долине реки Хань, но ответом на это стал новый подъём вооружённой борьбы. В 1631 году в Шэньси 36 повстанческих вождей договорились о координации действий. Один из них — Ван Цзыюн — был признан верховным лидером. Повстанцы выработали план похода на Пекин.
В 1632 году повстанцы переправились через Хуанхэ и начали яростное наступление на юге провинции Шаньси. В 1633 году развернулись ожесточённые бои на подступах к столичной провинции, в одном из которых погиб Ван Цзыюн. Видя, что к Пекину пробиться не удаётся, повстанцы отступили и были прижаты к Хуанхэ. На их счастье мороз сковал реку, и они смогли по тонкому льду перейти в провинцию Хэнань. В качестве ведущего лидера повстанцев тогда выдвинулся Гао Инь-сян, принявший титул «Чуанский князь».
В 1634 году Гао Инсян повёл крестьянские войска в долину реки Хань и провинцию Сычуань. На юге провинции Шэньси колонна Гао Инсяна попала в ловушку в Чэсянском ущелье. Оправившись от поражения, «чуанские войска» возобновили борьбу и одержали победы в сражениях под Лунчжоу и Ханьчжуном.
В 1635 году 13 ведущих командиров повстанцев собрались на совещание в Инъяне. На совещании был выработан общий план действий, в соответствии с которым был осуществлён поход в долину реки Хуайхэ, во время которого был взят Фэнъян — третья столица Китая. Здесь произошёл разрыв между Гао Инсяном и Чжан Сяньчжуном, после чего последний повёл своё войско в долину реки Янцзы. Гао Инсян и другие вожди двинули свои колонны на запад, в провинцию Шэньси, где провели несколько победных сражений.
В 1636 году произошёл окончательный разрыв между Гао Инсяном и Чжан Сяньчжуном, после чего наступило полное разобщение повстанческих сил. В результате «чуанские войска» потерпели ряд поражений, а затем были полностью разгромлены у Чжоучжи; Гао Инсян попал в плен и был казнён в Пекине. После этого новым «чуанским князем» и главой «чуанских войск» повстанцы провозгласили Ли Цзычэна, который со своей колонной одержал ряд побед в Шэньси. В 1637 году он совершил рейд в провинцию Сычуань, где безуспешно осаждал Чэнду. Чжан Сяньчжун после взятия Сянъяна в провинции Хубэй повёл своё войско в долину Янцзы, неудачно осаждал Аньцин и потерпел тяжёлое поражение в одном из сражений.
В 1638 году наступил спад повстанческого движения. Войска Чжан Сяньчжуна и ещё трёх вождей согласились на почётную капитуляцию и перешли в лагерь правительственных сил. «Чуанские войска» были разгромлены в битве у крепости Тунгуань на границе провинций Шэньси и Шаньси; сам Ли Цзычэн с горсткой всадников укрылся в горах. В начале 1639 года на почётную капитуляцию пошли ещё 18 повстанческих вождей со своими отрядами.
Летом 1639 года Чжан Сяньчжун возобновил военные действия; его примеру последовали 15 ранее капитулировавших вождей. В одном из сражений 1640 года Чжан Сяньчжун потерял всё войско.
Тем временем Ли Цзычэн возродил своё войско и совершил поход в провинцию Хэнань, где в 1641 году овладел Лояном. Потом он безуспешно осаждал Кайфэн, а затем одержал верх в бою у Сяньчэна. Чжан Сяньчжун собрал новое войско, но после победы под Хуанлином в провинции Хубэй был разгромлен у Синьяна в провинции Хэнань. В 1642 году Ли Цзычэн во второй и третий раз осаждал Кайфэн, однако накануне своего неизбежного падения город был затоплен. Тем временем вокруг «чуанских войск» объединились главные повстанческие вожди.
В 1643 году Ли Цзычэн совершил успешный поход в долину реки Хань, и здесь предпринял первую попытку организации постоянной власти с центром в Сянъяне; при этом он пошёл на убийство непокорных вождей разбойной вольницы. После победы под Жучжоу в провинции Хэнань он овладел крепостью Тунгуань и городом Сиань, который сделал столицей созданного здесь повстанческого государства. В начале 1644 года Ли Цзычэна провозгласили императором новой династии Шунь. После этого началось победное шествие на Пекин, города крепости и правительственные войска сдавались новому государю без боя.
После двухдневной осады 24-25 апреля крестьянская армия 26 апреля 1644 года вступила в Пекин. Минский император Чжу Юцзянь повесился; на юге Китая лоялисты продолжили сопротивления под флагом династии, вошедшей в историю как «Южная Мин». После взятия Пекина в крестьянской армии произошло массовое падение дисциплины, и город стал ареной грабежа и насилия.
16 мая Ли Цзычэн с войском выступил из Пекина против минской армии полководца У Саньгуя. Последний вступил в союз с маньчжурским князем-регентом Доргонем. 26-27 мая в битве под Шаньхайгуанем крестьянское войско было разгромлено; У Саньгуй и Доргонь двинулись на Пекин, из которого Ли Цзычэн отступил на запад.
Тем временем Чжан Сяньчжун совершил победоносный поход в провинцию Сычуань, где создал Великое Западное Государство со столицей в Чэнду.
Весной 1645 года войска Ли Цзычэна были разгромлены цинской армией в битве у Тунгуаня. Повстанцы продолжили отступление на юг в долину реки Хань, в их руководстве начался разброд, а в октябре погиб Ли Цзычэн. Его войско во главе с Ли Го было вынуждено перейти под начало властей Южной Мин.
В 1646 году Чжан Сяньчжун был вынужден оставить столицу Великого Западного Государства и выступить с войском на север против наступающей цинской армии. 2 января 1647 года его войско было разгромлено в решающей битве у Сичуна на холмах Фэнхуан, а сам он пал в бою. Разбитое войско отступило на юг через реку Янцзы и провинцию Гуйчжоу в провинцию Юньнань, где в середине 1647 года преемники Чжан Сяньчжуна нашли компромисс с властями Южной Мин.